# Faedo
Faedo (en asturiano: Faéu) es una parroquia del concejo de Cudillero, en el Principado de Asturias (España). Alberga una población de 142 habitantes (INE 2009) en 188 viviendas. Ocupa una extensión de 8,91 km².
Está situada al sureste del municipio, en su parte alta. Limita al norte con la parroquia de San Juan de Piñera; al noreste con la de Piñera; al este y sureste, con el concejo de Pravia, con las parroquias de Villafría e Inclán, respectivamente; y al oeste, con la parroquia de San Martín de Luiña.
Destaca su iglesia parroquial, dedicada a San Andrés, construida en el año 1771 y reformada después. Consta de una única nave, con arco de medio punto. La capilla está formada por un altar de madera policromada con la imagen de San Andrés que data del siglo XVII.[cita requerida]
Además, existe una pequeña capilla en la parte más alta de la parroquia, dedicada a San Isidro Labrador.[cita requerida]
En la parte baja de la parroquia se hicieron prospecciones mineras en torno al año 1914, ya que allí se encuentran materiales ferruginosos. Aunque el yacimiento nunca llegó a explotarse, la zona es conocida como la Mina del Cuervo.[cita requerida]
La economía discurre entre la ganadería y el turismo, pues muchas de sus casa de piedra, han sido restauradas para habitarlas como segunda vivienda.[cita requerida]

## Poblaciones
Según el nomenclátor de 2023 la parroquia está formada por las poblaciones de:
- Corollos (lugar): 18 habitantes.
- Faedo (Faéu, lugar): 22 habitantes.
- La Fenosa (aldea): 14 habitantes.
- Orderías (Orderias, aldea): 3 habitantes.
- San Cristóbal (El Picu San Cristóbal, aldea): 39 habitantes.
- La Tabla (lugar): 23 habitantes.
- Villeirín (aldea): 6 habitantes.